# Атентат на Ђанија Версачеа: Америчка крими прича
Атентат на Ђанија Версачеа: Америчка крими прича (енгл. The Assassination of Gianni Versace: American Crime Story) друга је сезона криминалистичке телевизијске серије Америчка крими прича. Састоји се од 9 епизода, а премијерно је емитована 17. јануара 2018. године. Истражује убиство дизајнера Ђанија Версачеа од стране серијског убице Ендруа Кјунанана, а темељи се на књизи Морин Орт, Вулгарне услуге: Ендру Кјунанан, Ђани Версаче и највећа неуспела потера у историји САД. У Србији је емитована од 1. јануара до 20. марта 2018. године на кабловском каналу Fox.
Добила је позитивне рецензије критичара, уз похвале за већину глумачке поставе. На 70. додели награда Еми за програм у ударном термину, добила је највише номинација (укупно девет), те освојила три награде, укључујући награду за најбољу мини-серију и награду за најбољег главног глумца у мини-серији или филму за Дарена Криса.

## Улоге

### Главне
- Едгар Рамирез као Ђани Версаче
- Дарен Крис као Ендру Кјунанан
- Рики Мартин као Антонио Д’Амико
- Пенелопе Круз као Донатела Версаче

### Специјалне гостујуће
- Џудит Лајт као Мерилин Миглин
- Ејми Ман као певачица у бару
- Фин Витрок као Џефри „Џеф” Трејл

### Споредне
- Џоана Адлер као Мери Ен Кјунанан
- Џо Адлер као Џером Џентс
- Анали Ашфорд као Коут
- Џон Џон Брионес као Модесто Кјунанан
- Вил Чејд као детектив Пол Скримшо
- Ђовани Серфијера као Санто Версаче
- Maјк Фарел као Ли Миглин
- Џеј Фергусон као агент Кит Еванс
- Коди Ферн као Дејвид Мадсон
- Макс Гринфилд као Рони Холстон
- Софи фон Хазелберг као Линда Елвел
- Едуар Холденер као млади Ендру Кјунанан
- Кристина Хорн као агент Талара Грубер
- Џон Ласи као Хауард Мадсон
- Кети Моријарти као Вивијан Олива
- Мајкл Нури као Норман Блакфорд
- Даша Поланко као детектив Лори Видер
- Тери Свини као Дејвид Гало
- Хосе Зуњига као детектив Џорџ Наваро

### Гостујуће
- Маралин Фејси као кућна помоћница
- Разак Адоти као детектив Пит Џексон
- Винченцо Амато као гласноговорник Версачеа
- Џек Армстронг као Џ. Пол Бајтлер
- Кален Даглас као агент Ренолдс
- Нико Еверс Свиндел као Филип Мерил
- Алекс Фернандез као Мет Л. Родригез
- Џејкоб Фортнер као Дјук Миглин
- Моли Прајс као менаџер агенције за пратњу
- Пол Шнајдер као Пол Бек
- Тара Самерс као Лора Трејл
- Тод Воринг као Линколн Астон
- Мајкл Шамус Вајлс као детектив Роберт Тичич
- Грег Лоренс као Вилијам Рис

## Епизоде
| Бр. еп. (укупно) | Бр. еп. (у сезони) | Српски наслов Изворни наслов            | Редитељ              | Сценариста              | Премијера                           | Прод. код | Гледаност у САД (милиони) |
| ---------------- | ------------------ | --------------------------------------- | -------------------- | ----------------------- | ----------------------------------- | --------- | ------------------------- |
| 11               | 1                  | Човек који ће постати отелотворење моде | Рајан Марфи          | Том Роб Смит            | 17. јануар 2018. 23. јануар 2018.   |           | 2,22                      |
| 12               | 2                  | Потера                                  | Нелсон Крег          | Том Роб Смит            | 24. јануар 2018. 30. јануар 2018.   |           | 1,42                      |
| 13               | 3                  | Насумично убиство                       | Гвинет Хордер Пејтон | Том Роб Смит            | 31. јануар 2018. 6. фебруар 2018.   |           | 1,26                      |
| 14               | 4                  | Кућа поред језера                       | Данијел Минахан      | Ром Роб Смит            | 7. фебруар 2018. 13. фебруар 2018.  |           | 0,98                      |
| 15               | 5                  | Не питај и ништа не говори              | Данијел Минахан      | Том Роб Смит            | 14. фебруар 2018. 20. фебруар 2018. |           | 0,91                      |
| 16               | 6                  | Силазак                                 | Гвинет Хордер Пејтон | Том Роб Смит            | 28. фебруар 2018. 27. фебруар 2018. |           | 1,10                      |
| 17               | 7                  | Успон                                   | Гвинет Хордер Пејтон | Том Роб Смит            | 7. март 2018. 6. март 2018.         |           | 0,92                      |
| 18               | 8                  | Креатор / Уништитељ                     | Мет Бомер            | Том Роб Смит и Меги Кон | 14. март 2018. 13. март 2018.       |           | 1,00                      |
| 19               | 9                  | Сам                                     | Данијел Минахан      | Том Роб Смит            | 21. март 2018. 20. март 2018.       |           | 1,20                      |